# Maria T

Maria T este un album dedicat cântăreței de muzică populară Maria Tănase de către violonistul și compozitorul de origine română Alexander Bălănescu. Interpretează: Bălănescu Quartet, Steve Arguelles, Alexander Bălănescu, Maria Tănase. Compozitori: Alexander Bălănescu, Alexander / Obermaier, Klaus Bălănescu.

## Detalii ale albumului
- Data lansării: (19 aprilie 2005)
- Casa de discuri: Mute U.S.

## Lista pieselor
- 01 - Spot Dance	[11:19]
- 02 - The Young Conscript And The Moon [6:40]
- 03 - Empty Space Dance 13:18]
- 04 - Turning Wheels [9:33]
- 05 - Life And Death [9:33]
- 06 - Mountain Call [4:28]
- 07 - Aria [3:42]
- 08 - Interlude [1:03]
- 09 - Lullaby [3:44]
- 10 - Wine's So Good [6:26]
- 11 - Lullaby Dream [7:47]